# Aktion Silbertanne
Aktion Silbertanne (Actie Zilverspar) was een codenaam voor een serie moordaanslagen en sluipmoorden die door Nederlandse SS'ers en Nederlandse oostfrontveteranen werd gepleegd tussen september 1943 en september 1944. De naam "Aktion Silbertanne" is afgeleid van de markering met het op een kruis gelijkend runenteken van de sparrentak achter de naam van het doelwit op de lijst van Nederlandse prominenten. Een eerdere 'werknaam' voor de operaties van dit geheime moordcommando, nog onbekend tijdens de oorlog, was Aktion Blutbuche (rode beuk).
De acties golden als represaillemaatregel voor aanslagen door het verzet op vooral Nederlandse collaborateurs en hadden als zodanig de steun van diverse Duitse officieren. Ze werden uitgevoerd door speciaal geformeerde moordcommando's van de Waffen-SS en later alleen nog door het beruchte Sonderkommando Feldmeijer. Enkele beruchte Nederlandse oorlogsmisdadigers die aan de Silbertanne-liquidaties meewerkten waren Heinrich Boere, Maarten Kuiper, Sander Borgers, Klaas Carel Faber, zijn broer Pieter Johan Faber, Daniel Bernard en Lambertus van Gog. De moordcommando's gingen te werk in de verhouding 1:3 – voor elke door het verzet omgebrachte collaborateur werden drie Nederlanders uit de weg geruimd die als politiek tegenstander waren aangemerkt. Hiertoe hield de bezetter in het geheim lijsten bij met kandidaten die hiervoor een geschikt doelwit waren.
De moorden begonnen in Meppel en Staphorst in het najaar van 1943. De slachtoffers waren personen die bekendstonden als Oranjegezind of Deutschfeindlich. Zonder enige vorm van proces werden zij, na aanbellen, doodgeschoten in de deuropening van hun woning of ergens langs de kant van de weg. Binnen een jaar werden 45 anti-Duitse Nederlanders vermoord. 11 anderen wisten de aanslagen te overleven. Bekende slachtoffers van de Aktion Silbertanne waren de schrijver A.M. de Jong (Blaricum), chirurgen Roeli Roelfsema (Ruinen) en Jan Boes (Wageningen) en de burgemeesters Willem Wijnen (Asten) en Piet Smulders (Someren).
Anton Mussert, leider van de NSB, was tegen deze moordcommando's. Toen SS-Brigadeführer Eberhard Schöngarth, zelf een massamoordenaar, van deze gewelddadigheden hoorde, maakte hij er in september 1944 een einde aan. Hanns Albin Rauter is mede op grond van deze acties ter dood veroordeeld.